# Altamont Corridor Express

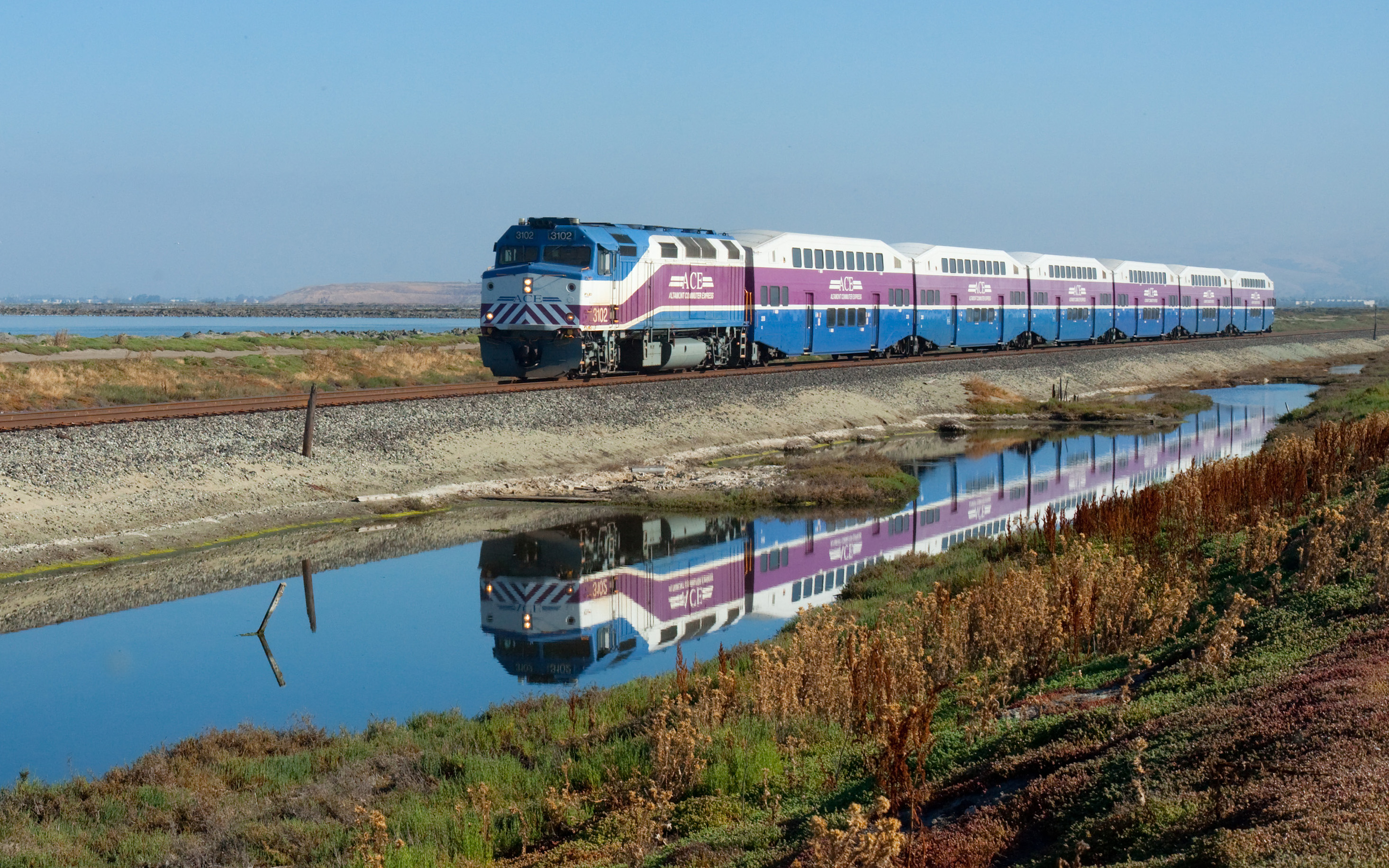
ACE am Don Edwards Wildpark

Streckenplan

Der Altamont Corridor Express, bis 2013 Altamont Commuter Express (zu dt. Altamont Pendlerexpress), regelmäßig abgekürzt ACE, ist eine Regionalzugverbindung in Kalifornien, die Stockton im Nordosten über Fremont nach San José im Südwesten führt. Über die Umstiegsmöglichkeit zu Caltrain und VTA in San José wird das Silicon Valley angebunden.

## Geschichte
Die Verbindung wird seit dem 19. Oktober 1998 angeboten. 2013 erfolgte die Umbenennung von Altamont Commuter Express in Altamont Corridor Express, um die gesteigerte Bedeutung auch abseits von Arbeitspendlern zu verdeutlichen.
Im 2013 aufgesetzten ACEforward-Programm wurden Schienen und Stationen modernisiert sowie deren Erweiterungen geplant, um die beschränkten Kapazitäten der weitgehend eingleisigen Strecken zu erhöhen.

## Strecke
Der Name der Zugverbindung ist abgeleitet vom 308 Meter hoch gelegenen Altamont Pass, über den die Route führt. Die Verbindung wurde ursprünglich mit ursprünglich zwei, seit November 2009 drei und seit Oktober 2012 vier Zugpaaren an Wochentagen bedient. Entlang der 138 km langen Route halten sie an zehn Stationen.
Der ACE verbindet eine Reihe von Bahnlinien – neben den Anschlüssen in San Jose zum Caltrain und VTA Light Rail werden auch der Capitol Corridor, Coast Starlight und die San-Joaquin-Linie angebunden. Die BART-Station West Dublin / Pleasanton ist nicht direkt angeschlossen, sondern wird über einen Bus-Shuttle über den ACE Bahnhof Pleasanton erreicht.
Eingesetzt werden Bombardier-BiLevel-Doppelstockwagen mit MPI-F40PH-3C- und Siemens-Charger-Diesellokomotiven. Auftraggeber ist die San Joaquin Regional Rail Commission (Regionalzugkommission San Joaquin). Derzeitiger Betreiber ist die Gesellschaft Herzog Transit Services. Im Jahr 2008 wurden täglich 3700 Fahrgäste befördert.

## Pläne
Für die nähere Zukunft ist vorgesehen, das ACE-Verkehrsnetz nach Sacramento im Norden sowie Modesto, Ceres und Merced im Süden zu erweitern. Nachdem 2018 die nötigen Mittel bewilligt wurden, begannen Vorbereitungs- und Ausbaumaßnahmen an den benötigten Strecken. Im März 2023 mussten diese Pläne um 2 Jahre hinausgeschoben werden, u. a. weil sämtliche Bauarbeiten und Planänderungen mit der Union Pacific Railroad abgestimmt werden müssen. Im Mai 2024 begannen schließlich die Bauarbeiten am neuen Streckenabschnitt.
Auf der südlichen Strecke sollen Manteca, Modesto und Ceres bis 2026 angebunden werden, Ripon und Lanthrop bis 2027, Turlock bis 2029 und Livingston und Merced bis 2030. Im Norden sollen Elk Grove, Sacramento und Natomas 2026 erreicht werden, Lodi 2027 und Sacramento City College sowie Old North Sacramento bis 2029.
Im Rahmen der Planungen für California High-Speed Rail sollte der ACE den Altamont Pass künftig mit über 200 km/h passieren sollen („Super-ACE“) und durch Umstieg in die San-Joaquin-Linie ab 2022 einen Anschluss zum Hochgeschwindigkeitsverkehr nach Los Angeles bieten. Die Verzögerungen und Umplanungen beim California-High-Speed-Rail-Projekt führten jedoch dazu, dass diese Pläne aufgegeben bzw. verschoben wurden.